# Carl Haas (Journalist)
Carl Gottlieb Haas, auch Karl Haas (* 18. Oktober 1804 in Schöckingen; † 21. Dezember 1883 in Stuttgart) war ein deutscher Pfarrer, Journalist und theologischer Autor.

## Leben
Haas wurde in Schöckingen als Sohn des Handelsmanns Christian Friedrich Haas, später Oberamtstierarzt in Calw, und dessen Ehefrau Luise, geb. Jahn geboren. Er besuchte das Seminar des Klosters Maulbronn und studierte Theologie an der Universität Tübingen, wo er Mitglied der Burschenschaft Germania war. 1827 bestand er die erste Dienstprüfung. Das Vikariat leistete er 1827 bis 1829 in Königsbronn ab. 1834 wurde er Pfarrer in Obergröningen. Im gleichen Jahr heiratete er seine Frau Maria Sophie Friederike, geb. Hefele, Tochter des Hüttenverwalters Alois Hefele in Königsbronn, und dessen Frau Eleonore, geb. von Winkler. Sie war eine Schwester des nachmaligen katholischen Bischofs von Stuttgart-Rottenburg Karl Joseph von Hefele.
Nach mehrjährigen Auseinandersetzungen mit dem Stuttgarter Konsistorium, in denen Haas wiederholt disziplinarisch belangt wurde, wurde er 1843 auf sein Ansuchen hin aus dem Kirchendienst entlassen und trat im darauf folgenden Jahr zur katholischen Kirche über. Der Fall erregte Aufsehen in ganz Württemberg und wurde in Denkschriften und Presseartikeln breit diskutiert. Haas übernahm die Redaktion der in Augsburg erscheinenden katholischen Zeitschrift Neue Sion, die er jedoch nach einem Konflikt 1870 niederlegte. Erst im Alter näherte er sich wieder der evangelischen Kirche an.

## Werke
- Die Glaubensgegensätze des Protestantismus und Katholizismus im Lichte der heiligen Schrift und Erfahrung. Ein Wort zum Frieden an gebildete Nichtgeistliche beider Kirchen. Stuttgart und Tübingen 1842 (Online)
- Offenes Sendschreiben des freiresignirten Pfarrers Carl Haas [...] an seine liebe Gemeinde in Ober- und Unter-Gröningen, K. Württemberg, bei seinem Rücktritte zur kathol. Kirche. Augsburg 1844 (Online)
- Protestantismus und Katholizismus. Eine religiös-politische Denkschrift als Rechtfertigung meines Rücktritts zur katholischen Kirche. Augsburg 1844 (Online)
- Josephs und Konrads Feierstunden oder: Sollen wir katholisch oder lutherisch werden? Zweite Auflage, Augsburg 1845 (Online)
- Das Reich Gottes von Erschaffung der Welt bis auf unsere Zeit: In 2 Theilen. Oder Geschichte der Kirche vor und nach Christus. Für katholische Schulen bearbeitet. Tübingen 1851 (Digitalisat)
- Katechismus über den Inhalt der ganzen heiligen Schrift und der Kirchengeschichte : ein Handbüchlein für Religionslehrer und Schulen. Tübingen 1851 (Digitalisat)
- Natur und Gnade. Zur Einigung der Katholiken und Protestanten. Tübingen 1867 (Online)
- Nach Rom und von Rom zurück nach Wittenberg. Barmen 1881